# Synsacrum

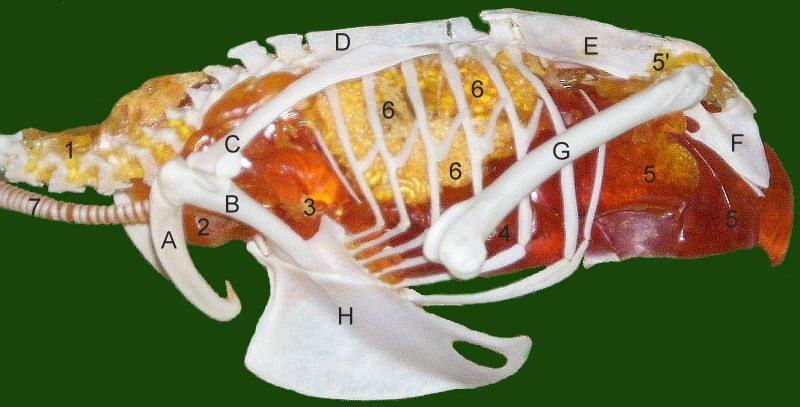
Chez un Faucon crécerelle
D : Notarium
E : Synsacrum
F : Pelvis

Le synsacrum est un os pneumatique commun aux oiseaux et aux dinosaures. Chez certaines espèces, il est fusionné avec les iliums et le pelvis. Il correspond à la fusion des dernières vertèbres thoraciques et des 14 vertèbres lombaires et sacrées, des premières vertèbres caudales. L'ensemble constitue un abri très solide protégeant les organes abdominaux dont les sacs aériens. 
Chez les mammifères, on ne le trouve que dans le groupe des Xenarthra.